# Edwin Arlington Robinson
Edwin Arlington Robinson (Head Tide, 22 dicembre 1869 – New York, 6 aprile 1935) è stato un poeta statunitense.

## Biografia
Per difficoltà economiche interruppe gli studi all'Università di Harvard e si trasferì a New York nel 1890.
Stampò il primo volume di poesie nel 1896, The Torrent and the Night Before (Il torrente e la notte prima), seguito nel 1897 da The Children of the Night (I figli della notte).
Il riconoscimento e il successo gli arrisero solo nel 1916 con The Man Against the Sky (L'uomo contro il cielo), dove appare con chiarezza la sua derivazione dal trascendentalismo.
Vinse ben tre volte il Premio Pulitzer per la poesia e godette dell'appoggio e della stima del presidente Theodore Roosevelt.
La trilogia sul ciclo arturiano, composta da Merlin (Merlino; del 1917), Lancelot (Lancillotto; del 1920) e Tristram (Tristano; del 1927), attrasse un vasto pubblico e un ampio consenso della critica.
Fra i temi centrali della produzione poetica di Robinson vi è quello dell'amore, sviluppato in tutta la propria complessità (Rahel to Varnhagen, Talifer ecc.). Nella sua ultima opera, Il re Jasper (King Jasper) vengono affrontate alcune tematiche sociali inconsuete per lo scrittore.
Robinson può definirsi il poeta dell'umile e dell'essenzialmente tragica esistenza quotidiana, che egli contempla con occhio meditativo e melanconico e racconta drammaticamente creando talora, in una spoglia lingua parlata, efficaci ritratti.